# HD 148156
HD 148156 é uma estrela na constelação de Norma. Com uma magnitude aparente visual de 7,69, tem um brilho baixo demais para ser visível a olho nu. De acordo com dados de paralaxe, do segundo lançamento do catálogo Gaia, está localizada a uma distância de 186,6 anos-luz (57,2 parsecs) da Terra.
Esta é uma estrela de classe F da sequência principal com um tipo espectral de F8V, sendo portanto maior e mais luminosa que o Sol. Possui uma massa estimada de 122% da massa solar e um raio de 119% do raio solar. Sua fotosfera está brilhando com uma luminosidade 84% superior à solar, e tem uma temperatura efetiva de 6 160 K. Esta estrela apresenta uma alta metalicidade, com uma abundância de ferro de aproximadamente o dobro da solar. Seu nível de atividade cromosférica é baixo, o que indica uma idade de mais de 3 bilhões de anos, apesar de suas propriedades serem mais consistentes com uma idade de 1,2 bilhões de anos.
HD 148156 foi incluída na amostra de estrelas observadas pelo espectrógrafo HARPS como parte de sua busca por planetas extrassolares pelo método da velocidade radial. A estrela foi observada pelo HARPS 42 vezes entre julho de 2003 e julho de 2009, revelando variações na sua velocidade radial consistentes com a presença de um corpo em órbita. A solução orbital indica que o planeta é um gigante gasoso com uma massa mínima de 85% da massa de Júpiter, levando 1030 dias para completar uma órbita. Sua órbita tem uma alta excentricidade de 0,52, levando o planeta a distâncias de 1,18 até 3,72 UA da estrela.
| Planeta | Massa               | Semieixo maior (UA) | Período orbital (dias) | Excentricidade  |
| ------- | ------------------- | ------------------- | ---------------------- | --------------- |
| b       | >0,85+0,06 −0,05 MJ | 2,45+0,04 −0,05     | 1027 ± 28              | 0,52+0,04 −0,09 |